# Hilarigona abnormis
Hilarigona abnormis är en tvåvingeart som beskrevs av Mario Bezzi 1909. Hilarigona abnormis ingår i släktet Hilarigona och familjen dansflugor. Inga underarter finns listade i Catalogue of Life.